# Osama Hamdan
Osama Hamdan (en árabe: أسامة حمدان‎; Bureij, 1965) es un político palestino. Es miembro del buró político del Movimiento de Resistencia Islámica (Hamás), así como su portavoz y su representante en el Líbano. Anteriormente fue representante de Hamás en Irán.

## Biografía
Hamdan nació en 1965 en el campo de refugiados de Bureij en la Franja de Gaza —en esa época bajo ocupación de Egipto— en el seno de una familia de refugiados palestinos que fueron expulsados de la aldea de Al-Batani al-Sharqi durante la guerra árabe-israelí de 1948. Asistió a la escuela secundaria en Kuwait y se graduó en 1982. Luego se matriculó en la Universidad Yarmouk en Irbid (Jordania), donde se graduó con una licenciatura en Química en 1986. Mientras estaba en la universidad, se convirtió en activista del Movimiento Estudiantil Islámico. Regresó a Kuwait después de graduarse y trabajó en el sector industrial hasta la Guerra del Golfo en 1990.
Después de abandonar Kuwait, trabajó en la oficina de Hamás en Teherán (Irán) como asistente del entonces representante del grupo en dicho país, Imad al-Alami, entre 1992 y 1993. Se convirtió en representante oficial de la organización en Irán en 1994, cargo que ocupó hasta 1998. Al asumir este cargo, dijo que las «relaciones florecientes» entre Irán y Hamás se producían a expensas de la relación otrora buena entre Irán y la Organización para la Liberación de Palestina (OLP). También, afirmó que «no hay ninguna prueba ni evidencia de apoyo financiero iraní a Hamás, la Jihad Islámica y otras facciones palestinas que han establecido contactos con Irán. Son meros rumores y especulaciones».
En 1998, fue nombrado representante de Hamás en el Líbano, puesto que conserva. En 2004, fue portavoz de Hamás en El Cairo (Egipto) durante un diálogo entre las distintas facciones palestinas. También participó en conversaciones entre Hamás y funcionarios europeos. Hamdan ha abogado por las negociaciones para la unidad palestina y en una entrevista con Al-Arabiya el 20 de mayo de 2009, dijo: «Entiendo que cada uno de nosotros [Hamás y Fatah] debe establecer condiciones para alcanzar un acuerdo. El diálogo nacional debe basarse en los intereses nacionales del pueblo palestino».
Durante la guerra entre Israel y Gaza, Hamadan actuó como representante de Hamás ante los medios de comunicación, apareciendo desde el Líbano en múltiples plataformas y canales internacionales para entrevistas y comentarios sobre diversos temas relacionados con el conflicto. Así, en enero de 2024, concedió una entrevista a RTVE, en Dahiye, un barrio situado al sur de Beirut (Líbano) y considerado un bastión de Hezbolá. Donde defendió el ataque contra Israel del 7 de octubre como una forma de llamar la atención,  negó que se hubieran cometido abusos contra los rehenes y reclamó que se reconozca a Palestina como Estado.
El 24 de octubre de 2024 en otra entrevista, en este caso con la cadena de televisión Al Mayadeen, aseguró que el grupo no aceptará un «acuerdo parcial» con Israel y que «cualquier esfuerzo serio para liberar a los rehenes (en manos de) la resistencia debe comenzar primero con un alto el fuego» en la Franja de Gaza, donde, hasta ese momento, el Ejército israelí había matado a 42 800 palestinos con los constantes bombardeos llevados a cabo por Israel desde el comienzo del conflicto.
El 7 de enero de 2025, Osama criticó al secretario de Estado de Estados Unidos, Antony Blinken, al que describió como un «socio del genocidio» palestino y como tal «sus crímenes» serán perseguidos legalmente. Osama hizo estas declaraciones en respuesta a las acusaciones de Blinken, que achacó a Hamás el fracaso de las negociaciones.